# Cladura sawanoi
Cladura sawanoi là một loài ruồi trong họ Limoniidae. Chúng phân bố ở miền Cổ bắc.